# 740-ві до н. е.

## Події
- Приблизно з 748 року до н. е. Царем Вавилону був Набонасар.
- Правління наубійського царя Піанхі, який пізніше захопив Єгипет та став фараоном.
- Царем Ассирії приблизно до 745 року до н. е. був Ашшур-нірарі V. Імовірно, близько цього року відбувся палацовий переворот, новим царем став Тіглатпаласар III.
- В 743 році до н. е. спартанський цар Алкмен напав на Мессиньке місто Амфея розпочавши Першу мессенську війну, що тривала до 724 року до н.е.
- В китійському князівстві Чжен 
743 року до н.е. до влади приходить Чжуан-гун
- Правління ізраїльського царя Менахема. Сам він був воєначальником царя Захарії, вбитого конкурентом Шаллумом. Менахем вбив Шаллума та захопив владу. Серед дослідників нема єдиної думки про датування цих подій: В. Олбрайт датує їх 745 роком до н.е., а Едвін Тілє[en] відносить до 752 року до н.е.[1] Таким чином, правління Менахема тривало або з 745 року до н. е. до кінця десятиліття, або з початку до 742 року до н. е. Передувало цим подіям правління царя Єровоама II, а наступником Менахема став Пекахія.